# Lîsivșciîna, Ciutove
Lîsivșciîna (în ucraineană Лисівщина) este un sat în comuna Vilnîțea din raionul Ciutove, regiunea Poltava, Ucraina.

## Demografie
Componența lingvistică a localității Lîsivșciîna
     Ucraineană (100%)
Conform recensământului din 2001, toată populația localității Lîsivșciîna era vorbitoare de ucraineană (100%).